# 纳木寺 (林周县)
纳木寺，位于西藏自治区拉萨市林周县春堆乡卡东村纳木村，是一座藏传佛教寺院。

## 简介
纳木寺位于西藏自治区拉萨市林周县，为藏传佛教寺院。
2012年，该寺的僧人边巴旺堆被评为西藏自治区爱国守法先进僧尼。